# Integrating the Healthcare Enterprise

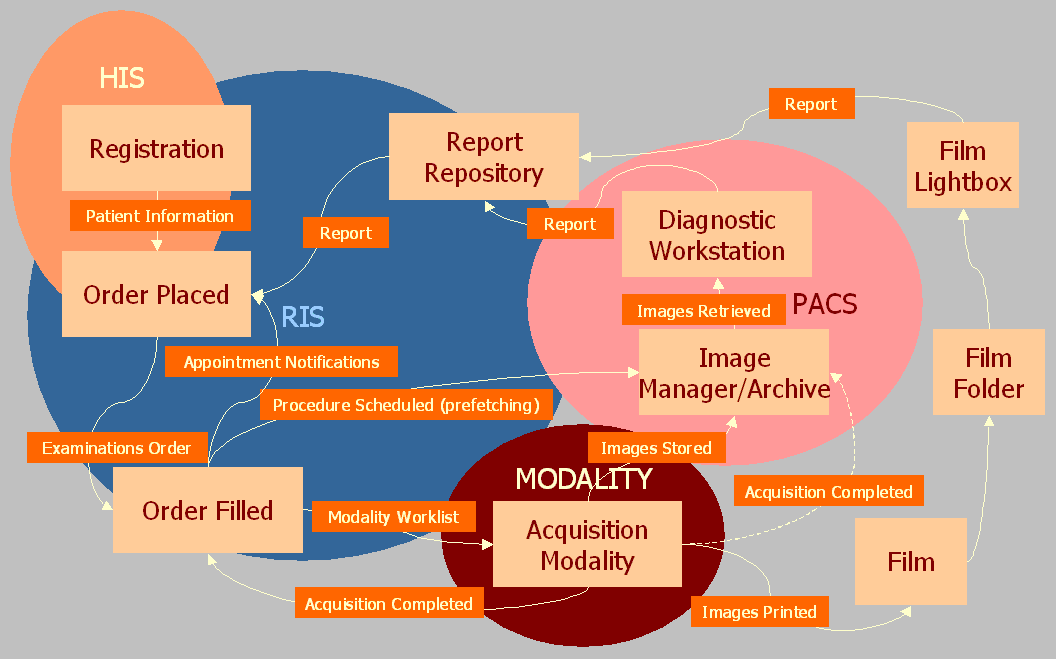
Perfil de flujo de trabajo programado de IHE

Integrating the Healthcare Enterprise, abreviado como IHE, es una iniciativa de empresas y profesionales de la sanidad cuya finalidad es mejorar la comunicación entre los distintos sistemas de información sanitarios. 
Integrating the Healthcare Enterprise (o, en castellano, Integrando la empresa Sanitaria)  abreviado como IHE, es una iniciativa de empresas y profesionales de la sanidad cuya finalidad es mejorar la comunicación entre los distintos sistemas de información sanitarios.
IHE es una organización internacional sin ánimo de lucro, cuya finalidad es promover la adopción coordinada de estándares internacionales para lograr la interoperabilidad de los diferentes sistemas y aplicaciones utilizados en el ámbito sanitario.
IHE es una iniciativa conjunta de usuarios de los Sistemas de Información Sanitarios (médicos, sociedades médicas, hospitales,..) y de proveedores de dichos sistemas (empresas). Estos dos tipos de socios juegan diferentes roles en IHE: los usuarios son los encargados de definir los problemas de integración existentes, mientras que la industria se encarga de adoptar e implementar las propuestas de solución.
IHE no desarrolla nuevos estándares, sino que promueve el uso coordinado de estándares ya existentes, como DICOM, XML y HL7 para resolver necesidades específicas de los clínicos y mejorar la calidad de la atención a los pacientes. Para ello edita los llamados ‘Marcos Técnicos’, documentos de referencia que definen qué estándares utilizar y cómo, en el ámbito de un escenario sanitario concreto y un flujo de trabajo claramente definido.